# Машиностроїтель (Владимирська область)
Машиностроїтель (рос. Машиностроитель) — селище у Петушинському районі Владимирської області Російської Федерації.
Входить до складу муніципального утворення Нагорне сільське поселення. Населення становить 72 особи (2010).

## Історія
Населений пункт розташований на землях фіно-угорського народу мещери.
Від 12 липня 1929 року належить до Петушинського району, утвореного спочатку у складі Орєхо-Зуєвського округу Московської області.
Згідно із законом від 13 жовтня 2004 року входить до складу муніципального утворення Нагорне сільське поселення.

## Населення
| 2002 | 2010 |
| ---- | ---- |
| 92   | ↘72  |